# Steyreck
Steyreck är ett berg i Österrike.   Det ligger i distriktet Kirchdorf och förbundslandet Oberösterreich, i den centrala delen av landet, 160 km väster om huvudstaden Wien. Toppen på Steyreck är 1 443 meter över havet. Steyreck ingår i Sengsengebirge.
Terrängen runt Steyreck är kuperad åt sydost, men åt nordväst är den bergig. Runt Steyreck är det ganska glesbefolkat, med 45 invånare per kvadratkilometer.. Närmaste större samhälle är Molln, 16,3 km nordväst om Steyreck. 
I omgivningarna runt Steyreck växer i huvudsak blandskog.